# لینکلن ام‌کی‌آر
لینکولن ام‌کاآر (Lincoln MKR) خودرویی است.طراحی آن خودروهای موتور جلو-محور عقب بوده سیستم جعبه‌دندهٔ آن دنده به صورت خودکار است.